# Argentyńskie filmy zgłoszone do rywalizacji o Oscara w kategorii filmu nieanglojęzycznego
Argentyński kandydat do Oscara w kategorii filmu nieanglojęzycznego zgłaszany jest od 1961 roku. Wyboru dokonuje komitet, powołany przez argentyńskie ministerstwo kultury.
Dotychczas zgłoszono 51 filmów argentyńskich. Osiem dostało nominację, a dwa z nich wyróżniono statuetką. Najczęściej zgłaszanymi reżyserami są Marcelo Piñeyro i Pablo Trapero (po trzy tytuły).

## Lista zgłoszonych filmów
| Rok (ceremonia) | Tytuł polski                              | Tytuł oryginalny                          | Tytuł anglojęzyczny              | Reżyseria                    | Status         |
| --------------- | ----------------------------------------- | ----------------------------------------- | -------------------------------- | ---------------------------- | -------------- |
| 1961 (34.)      | Skóra z lata                              | Piel de verano                            | Summer Skin                      | Leopoldo Torre Nilsson       | brak nominacji |
| 1962 (35.)      | Starzy młodzi ludzie                      | Los jóvenes viejos                        | The Sad Young Men                | Rodolfo Kuhn                 | brak nominacji |
| 1965 (38.)      | Pod argentyńskim słońcem                  | Pajarito Gómez                            | Pajarito Gómez                   | Rodolfo Kuhn                 | brak nominacji |
| 1974 (47.)      | Rozejm                                    | La tregua                                 | The Truce                        | Sergio Renán                 | nominacja      |
| 1975 (48.)      | Nazareno Cruz y el lobo                   | Nazareno Cruz y el lobo                   | Nazareno Cruz and the Wolf       | Leonardo Favio               | brak nominacji |
| 1976 (49.)      | Los muchachos de antes no usaban arsénico | Los muchachos de antes no usaban arsénico | Yesterday's Guys Used No Arsenic | José A. Martínez Suárez      | brak nominacji |
| 1977 (50.)      | ¿Qué es el otoño?                         | ¿Qué es el otoño?                         | What Does Fall Mean?             | David José Kohon             | brak nominacji |
| 1979 (52.)      | La isla                                   | La isla                                   | The Island                       | Alejandro Doria              | brak nominacji |
| 1981 (54.)      | El hombre del subsuelo                    | El hombre del subsuelo                    | The Underground Man              | Nicolás Sarquís              | brak nominacji |
| 1982 (55.)      | Últimos días de la víctima                | Últimos días de la víctima                | Last Days of the Victim          | Adolfo Aristarain            | brak nominacji |
| 1984 (57.)      | Camila                                    | Camila                                    | Camila                           | María Luisa Bemberg          | nominacja      |
| 1985 (58.)      | Wersja oficjalna                          | La historia oficial                       | The Official Story               | Luis Puenzo                  | wygrana        |
| 1986 (59.)      | Tanga dla Gardela                         | Tangos, el exilio de Gardel               | Tangos, the Exile of Gardel      | Fernando Solanas             | brak nominacji |
| 1987 (60.)      | Hombre mirando al sudeste                 | Hombre mirando al sudeste                 | Man Facing Southeast             | Eliseo Subiela               | brak nominacji |
| 1988 (61.)      | Dług wewnętrzny                           | La deuda interna                          | Veronico Cruz                    | Miguel Pereira               | brak nominacji |
| 1989 (62.)      | Przyjaciółka                              | La amiga                                  | The Girlfriend                   | Jeanine Meerapfel            | brak nominacji |
| 1990 (63.)      | Ja, najgorsza ze wszystkich               | Yo, la peor de todas                      | I, the Worst of All              | María Luisa Bemberg          | brak nominacji |
| 1991 (64.)      | Las tumbas                                | Las tumbas                                | The Tombs                        | Javier Torre                 | brak nominacji |
| 1992 (65.)      | El lado oscuro del corazón                | El lado oscuro del corazón                | Dark Side of the Heart           | Eliseo Subiela               | brak nominacji |
| 1993 (66.)      | Gatica zwany małpą                        | Gatica, el mono                           | Gatica                           | Leonardo Favio               | brak nominacji |
| 1994 (67.)      | Cień, którym się staniesz                 | Una sombra ya pronto serás                | A Shadow You Soon Will Be        | Héctor Olivera               | brak nominacji |
| 1995 (68.)      | Dzikie konie                              | Caballos salvajes                         | Wild Horses                      | Marcelo Piñeyro              | brak nominacji |
| 1996 (69.)      | Eva Peron: Prawdziwa historia             | Eva Perón                                 | Eva Perón: True Story            | Juan Carlos Desanzo          | brak nominacji |
| 1997 (71.)      | I rozpadł się raj...                      | Cenizas del paraíso                       | Ashes of Paradise                | Marcelo Piñeyro              | brak nominacji |
| 1998 (72.)      | Tango                                     | Tango, no me dejes nunca                  | Tango                            | Carlos Saura                 | nominacja      |
| 1999 (73.)      | Manuelita                                 | Manuelita                                 | Manuelita                        | Manuel García Ferré          | brak nominacji |
| 2000 (74.)      | Felicidades                               | Felicidades                               | Merry Christmas                  | Lucho Bender                 | brak nominacji |
| 2001 (75.)      | Syn panny młodej                          | El hijo de la novia                       | Son of the Bride                 | Juan José Campanella         | nominacja      |
| 2002 (75.)      | Kamczatka                                 | Kamchatka                                 | Kamchatka                        | Marcelo Piñeyro              | brak nominacji |
| 2003 (76.)      | Valentin                                  | Valentin                                  | Valentin                         | Alejandro Agresti            | brak nominacji |
| 2004 (77.)      | Paszport do raju                          | El abrazo partido                         | Lost Embrace                     | Daniel Burman                | brak nominacji |
| 2005 (78.)      | Aura                                      | El aura                                   | The Aura                         | Fabián Bielinsky             | brak nominacji |
| 2006 (79.)      | Rodzinna tradycja                         | Derecho de familia                        | Family Law                       | Daniel Burman                | brak nominacji |
| 2007 (80.)      | XXY                                       | XXY                                       | XXY                              | Lucía Puenzo                 | brak nominacji |
| 2008 (81.)      | Lwica                                     | Leonera                                   | Lion's Den                       | Pablo Trapero                | brak nominacji |
| 2009 (82.)      | Sekret jej oczu                           | El secreto de sus ojos                    | The Secret in Their Eyes         | Juan José Campanella         | wygrana        |
| 2010 (83.)      | Carancho                                  | Carancho                                  | Carancho                         | Pablo Trapero                | brak nominacji |
| 2011 (84.)      | Aballay                                   | Aballay                                   | Aballay                          | Fernando Spiner              | brak nominacji |
| 2012 (85.)      | Jak mam na imię                           | Infancia clandestina                      | Clandestine Childhood            | Benjamín Ávila               | brak nominacji |
| 2013 (86.)      | Anioł Śmierci                             | Wakolda                                   | The German Doctor                | Lucía Puenzo                 | brak nominacji |
| 2014 (87.)      | Dzikie historie                           | Relatos salvajes                          | Wild Stories                     | Damián Szifron               | nominacja      |
| 2015 (88.)      | El Clan                                   | El Clan                                   | The Clan                         | Pablo Trapero                | brak nominacji |
| 2016 (89.)      | Honorowy obywatel                         | El ciudadano ilustre                      | The Distinguished Citizen        | Mariano Cohn i Gastón Duprat | brak nominacji |
| 2017 (90.)      | Zama                                      | Zama                                      | Zama                             | Lucrecia Martel              | brak nominacji |
| 2018 (91.)      | Anioł                                     | El ángel                                  | El Angel                         | Luis Ortega                  | brak nominacji |
| 2019 (92.)      | Pechowi szczęściarze                      | La odisea de los giles                    | Heroic Losers                    | Sebastián Borensztein        | brak nominacji |
| 2020 (93.)      | Lunatycy                                  | Los sonámbulos                            | The Sleepwalkers                 | Paula Hernández              | brak nominacji |
| 2021 (94.)      | Intruz                                    | El prófugo                                | The Intruder                     | Natalia Meta                 | brak nominacji |
| 2022 (95.)      | Argentyna, 1985                           | Argentina, 1985                           | Argentina, 1985                  | Santiago Mitre               | nominacja      |
| 2023 (96.)      | Delikwenci                                | Los delincuentes                          | The Delinquents                  | Rodrigo Moreno               | brak nominacji |
| 2024 (97.)      | Dżokej                                    | El jockey                                 | Kill the Jockey                  | Luis Ortega                  | brak nominacji |